# مرزة الدجاج

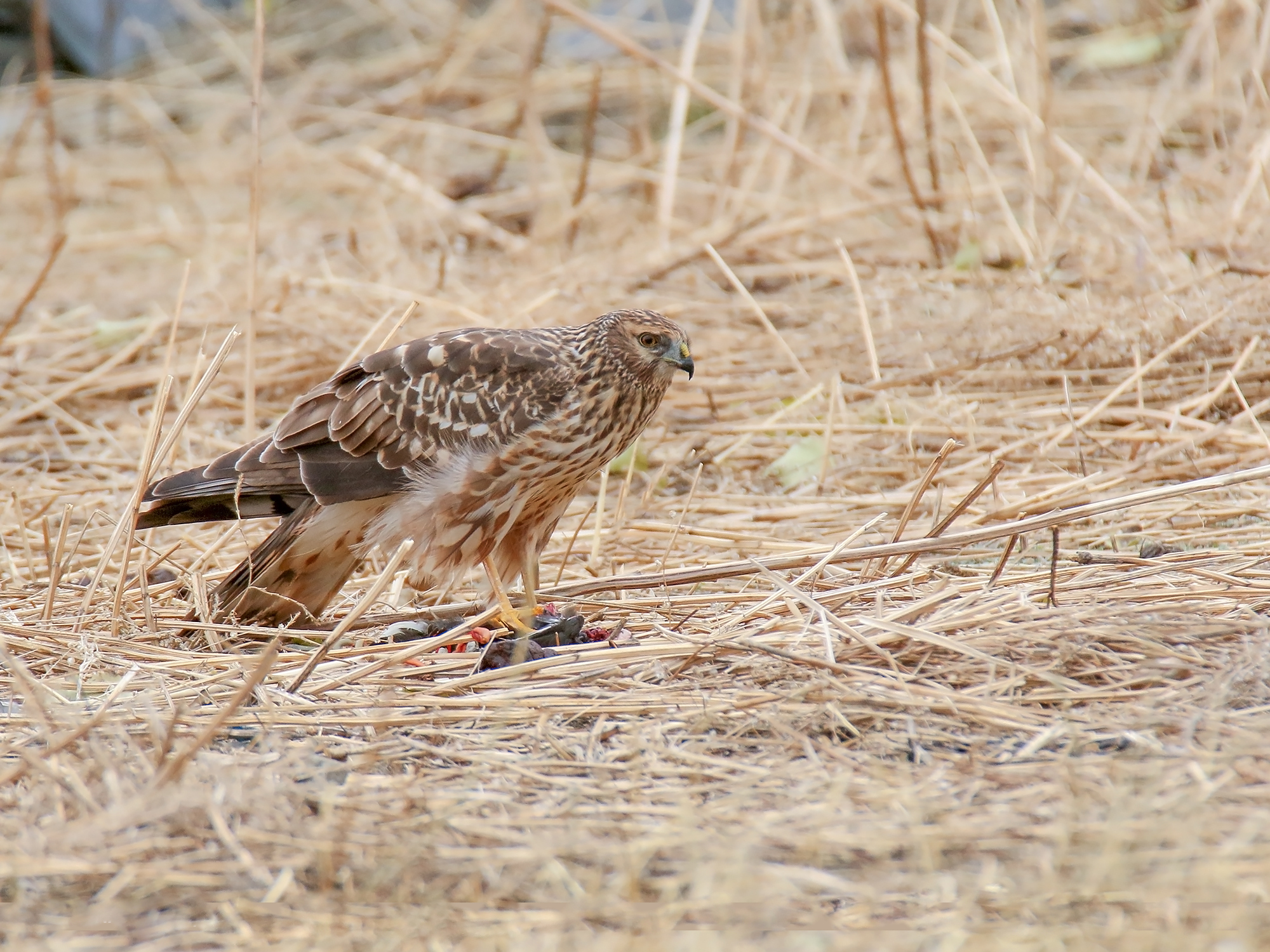

مرزة الدجاج (الاسم العلمي: Circus cyaneus) (بالإنجليزية: Hen Harrier)، هو طائر جارح ينتمي إلى البازية (فصيلة: Accipitridae)، و يتكاثر في الأجزاء الشمالية في نصف الكرة الأرضية في كندا وشمال أوراسيا.

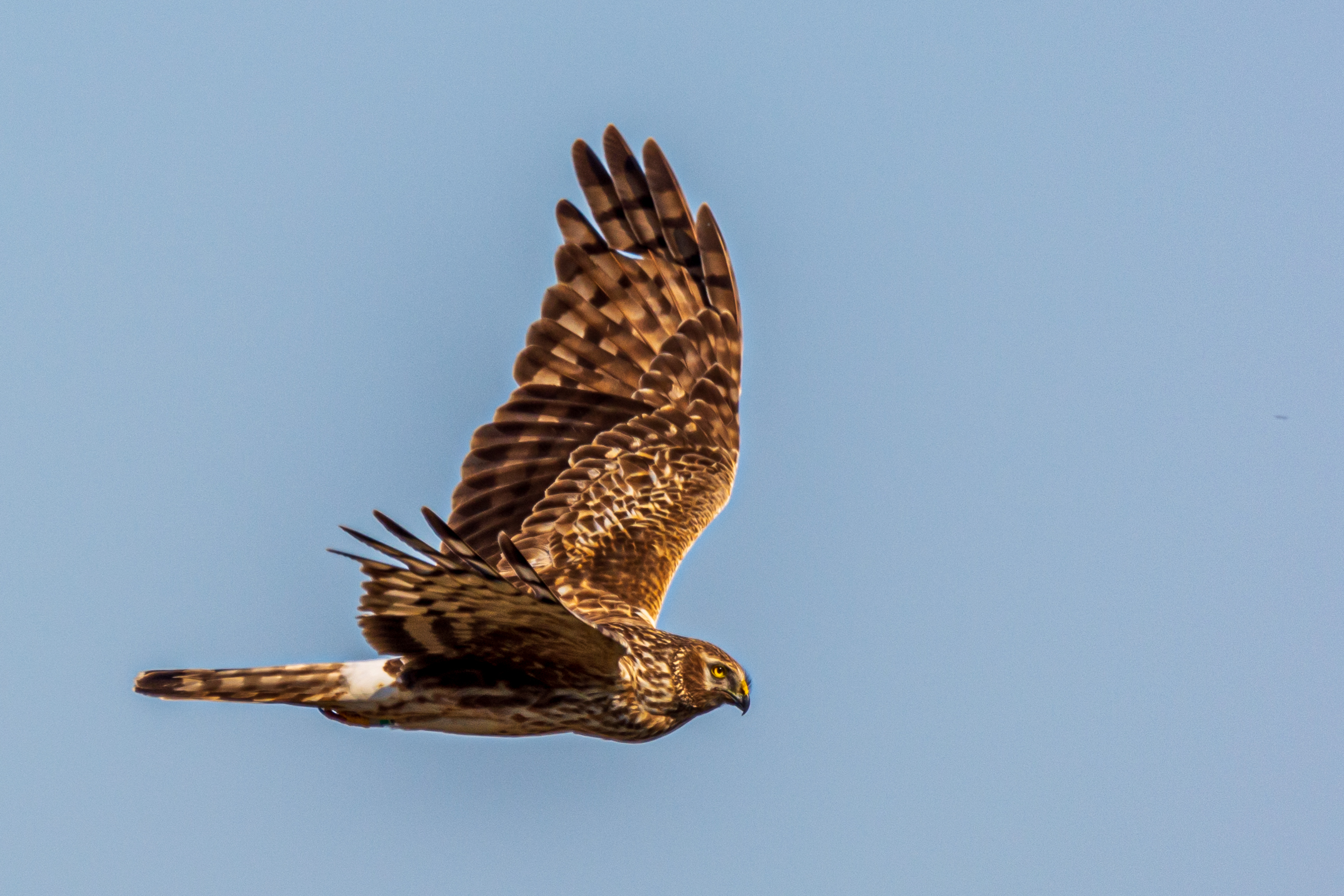

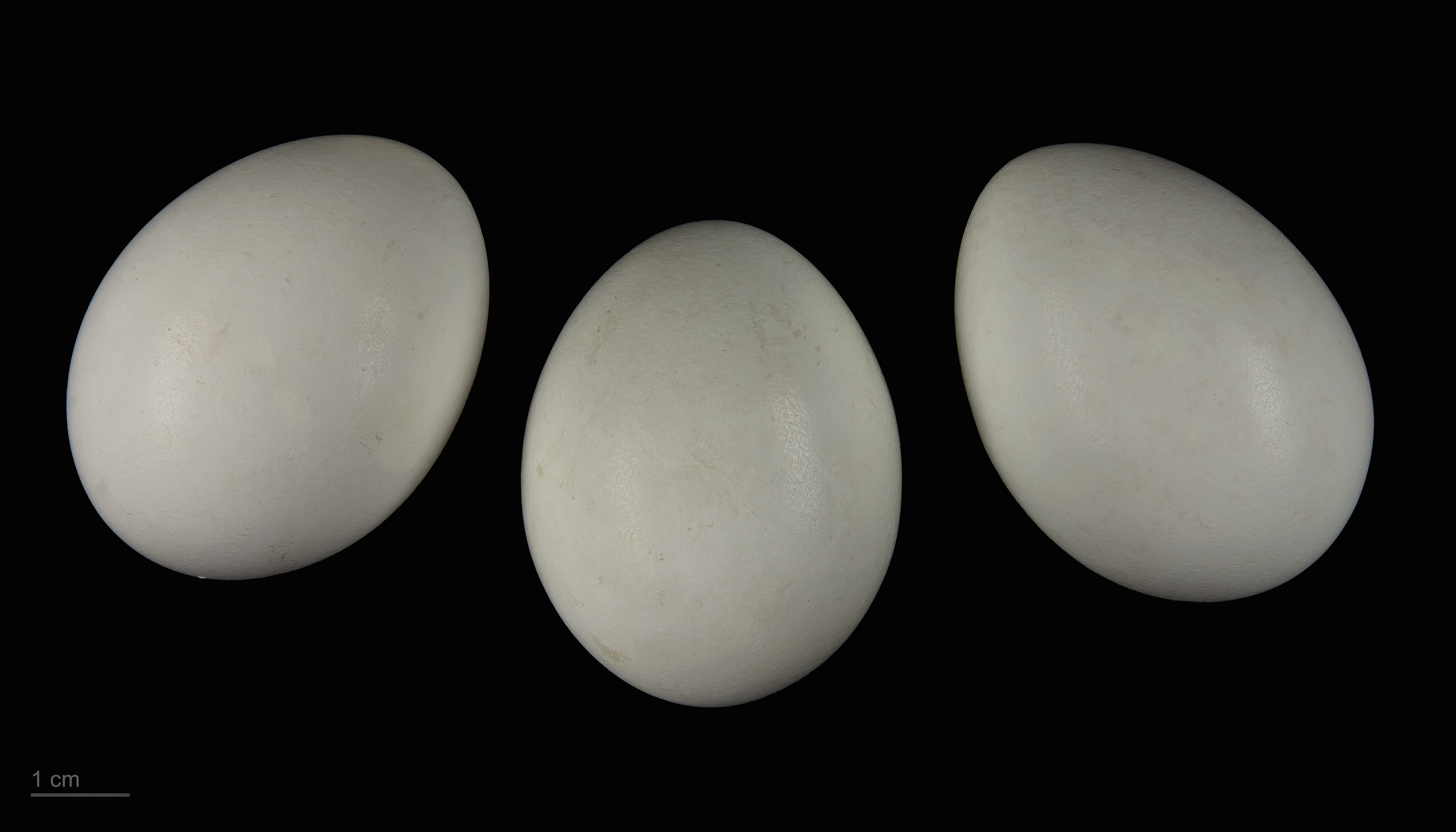
Circus cyaneus